# كيفن ماكميلان
كيفن ماكميلان (بالإنجليزية: Kevin McMillan)‏ هو مدير فني أمريكي، ولد في 26 أبريل 1967.